# OGLE-2006-BLG-109Lb
OGLE-2006-BLG-109Lbは、いて座の方角に約4920光年の位置にある太陽系外惑星である。2008年に重力マイクロレンズを用いてOGLE-2006-BLG-109Lの周囲を公転しているのが発見された。